# Наскельні малюнки в Кондоа
Наскельні малюнки в Кондоа являють собою серію стародавніх малюнків на стінах печер стін у центральній Танзанії. Знаходяться вони приблизно за 9 км на схід від головного шосе (Т5) з Додоми в Бабаті, приблизно за 20 км на північ від міста Кондоа, в районі Кондоа в регіоні Додома. Деякі малюнки, як вважають в Департаменті старожитностей Танзанії, налічують більше 50 000 років. Точна кількість місць з наскельними малюнками в регіоні Кондоа наразі невідома. Однак, кількість гірських печер з малюнками в регіоні коливається між 150 і 450. Малюнки зображують видовженими людей, тварин і сцени полювання. Багато з них ще не досліджені належним чином.
У 2006 році наскельні малюнки в Кондоа занесені ЮНЕСКО в Список всесвітньої спадщини людства; відвідування печер з ними туристами можливе, але тільки за погодженням з Танзанійський департаментом старожитностей.